# موفق رشيد
موفق رشيد نحات ورسام جزائري ولد في 29 يناير 1959 بباتنة الجزائر، اشتهر بمنحوتاته المُشكلة من المواد المسترجعة

## حياته

### طفولته
ولد في باتنة مع أخيه التوأم، صغير قليل البنية عائلته خشيت عليه على حياته، في المدرسة الابتدائية التي بدأ يراودها منذ 1962 بالتوازي مع المدرية القرآنية (الكتاب) لم يحتفظ إلا بذكريات سيئة حسب أقواله
منذ طفولته، اجتذب بالفن الذي بدأ يماره من دون أن يدرس الفنون الجميلة أو التشكيلية، فأول نحت قام به كان لديان وهي آلهه الصيد في الميثولوجيا الرومانية حيث أنجزها على قطعة من الخشب أهعداه له حوفاني محمد

### مشواره المهني
قبل العشرية السوداء توقف الفنان واستراح عن العمل ما مدته عشرين سنة، وأحجم عن الأعمال الفنية أو المعارض.
كان يعمل لحاما على الهياكل المعدنية في شركة أمريكية مقرها في الجزائر، حيث كان يعرض أعماله في مكان العمل. قرر مدير الشركة إعفائه عن التلحيم، وسمح له بالتشكيل الفني والنحت على المعادن للتخفيف من الحالة المزاجية للعمال.
في نوفمبر 2006، أمقران حسين أخرج رواية بعنوان «المجنون والأبكم» حيث تم توفير صورة الغلاف من قبل رشيد موفق من اثنين من التماثيل «المجنون» و«البيئة».
في عام 2010، في حادث في ورشته رشيد يقطع خطآ ثلاثة أصابع من يده اليمنى، لما كان يعمل على تلحيم كأس لوزارة الطاقة والمناجم. بعد شهرين من وقوع الحادث، عاد رشيد إلى النحت، وخلق النحت المعدني بعنوان «أصابعي الثلاثة».

## أعماله الفنية

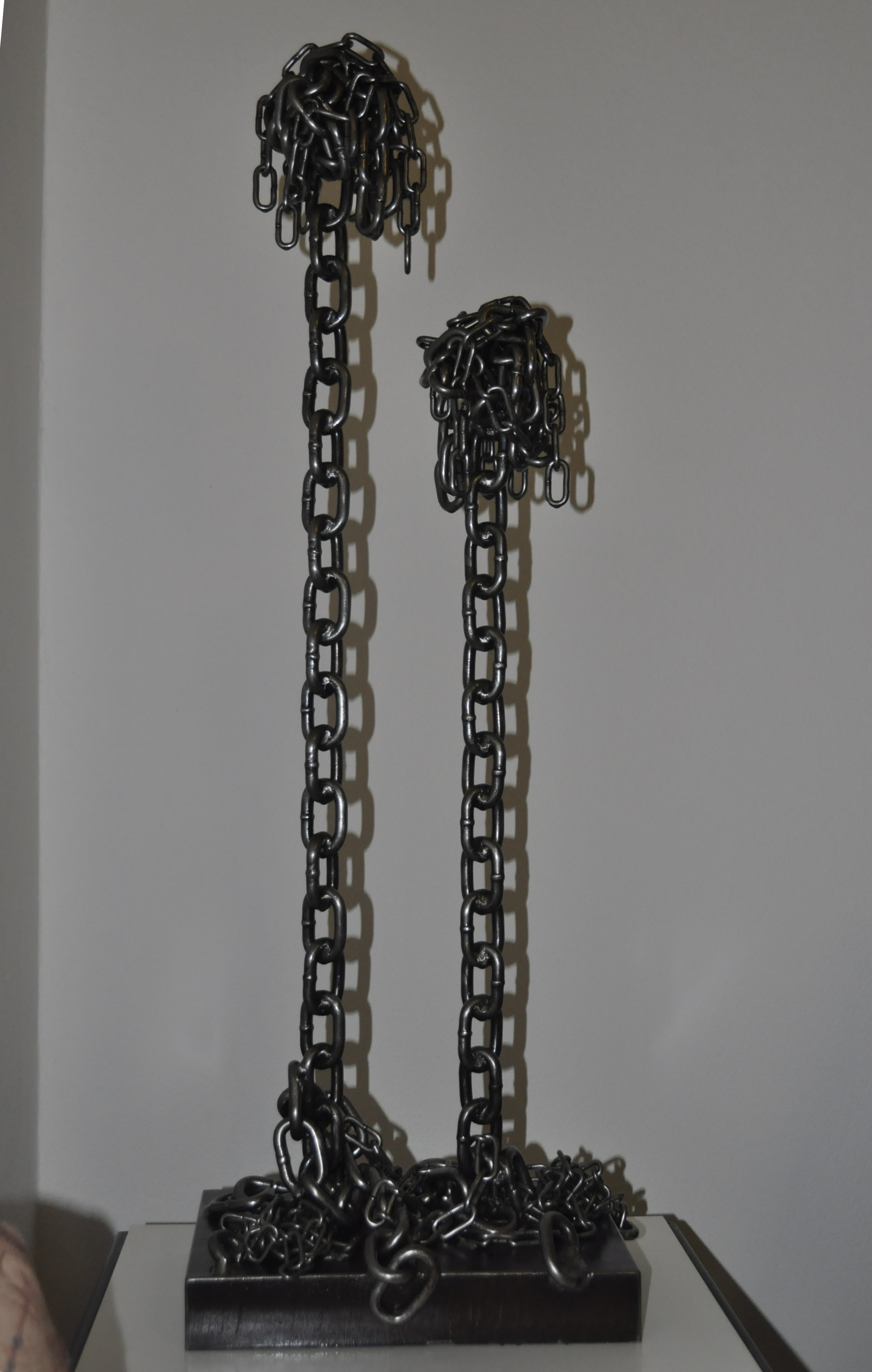
إنهيار مركز التجارة العالمي أو البرجين التوأم

تصغير

### الأسلوب
يقول: أنا محضوض لي من الأصدقاء ما أعوض به اليوم ما فاتني من الأشياء التي حرمت منها والتي كنت أرفضها، لي عالمي المفضل أحيانا عن لقاء الأصدقاء، العمل الذي لا يخون اللهمم الا إذا خانتني قدراتي ووسائلي التي قلما تفعل، لأني بالمهارات التي اكتسبت ذللت وأذلل معضمها لتلين وأجعل منها الخطاب والوسيلة التي كسبت بها حب الآخر وتقديره لي 